# Tamagnini Nené
Tamagnini Manuel Gomes Baptista eller bare Nené (født 20. november 1949 i Leça da Palmeira, Portugal) er en tidligere portugisisk fodboldspiller, der spillede hele sin aktive karriere, mellem 1968 og 1986 som angriber hos Benfica. Med klubben vandt han intet mindre end 11 portugisiske mesterskaber.
For Portugals landshold spillede Nené 66 kampe, hvori han scorede 22 mål. Han deltog ved EM i 1984, hvor portugiserne nåede semifinalerne.